# Карповка (Багаевский район)
Ка́рповка — хутор в Багаевском районе Ростовской области.
Входит в состав Ажиновского сельского поселения.

## География
Расположен в 30 км (по дорогам) северо-восточнее районного центра — станицы Багаевской, на левом берегу реки Подпольная, которая образует возле хутора озеро.

## Население
| 1989 | 2002 | 2010 |
| ---- | ---- | ---- |
| 610  | ↗645 | ↘641 |

## Улицы
| - ул. Береговая, - ул. Верхняя, - ул. Зелёная, - ул. Луговая, - ул. Нижняя, - ул. Озёрная, | - ул. Приозерная, - ул. Центральная, - ул. Широкая, - ул. Школьная, - ул. Южная. |

## Археология
Территория Ростовской области была заселена ещё в эпоху неолита. Люди, живущие на древних стоянках и поселениях у рек, занимались в основном собирательством и рыболовством. Степь для скотоводов всех времён была бескрайним пастбищем для домашнего рогатого скота. От тех времен осталось множество курганов с захоронениями жителей этих мест. Курганы и курганные группы находятся на государственной охране.
Поблизости от территории хутора Карповка Багаевского района расположено несколько достопримечательностей — памятников археологии. Они охраняются в соответствии с Федеральным законом от 25.06.2002 N 73-ФЗ «Об объектах культурного наследия (памятниках истории и культуры) народов Российской Федерации», Областным законом от 22.10.2004 N 178-ЗС «Об объектах культурного наследия (памятниках истории и культуры) в Ростовской области», Постановлением Главы администрации РО от 21.02.97 N 51 о принятии на государственную охрану памятников истории и культуры Ростовской области и мерах по их охране и др.
- Группа, состоящая из четырёх курганов «Карповка-I», находится на расстоянии около 250 метров южнее хутора Карповки;
- Курган «Карповка II». Находится на расстоянии около 2,37 километров к северо-востоку от хутора Карповки;
- Группа из трёх курганов «Карповка-III», находится на расстоянии около 3000 метров северо-восточнее хутора Карповки;
- Группа из семи курганов «Карповка-IV», находится на расстоянии около 1500 метров северо-восточнее хутора Карповки[4];
- Курган «Карповка V» на расстоянии около 350 метров к востоку от хутора Карповки.